# Thesium zeyheri
Thesium zeyheri är en sandelträdsväxtart som beskrevs av A. Dc.. Thesium zeyheri ingår i släktet spindelörter, och familjen sandelträdsväxter. Inga underarter finns listade i Catalogue of Life.